# Розношенське
Розно́шенське (в минулому — Розношенці) — село в Благовіщенській громаді Голованівського району Кіровоградської області України. Населення становить 998 осіб.

## Історія села
Територія Голованівського району була заселена здавна, про що свідчать археологічні знахідки, які датуються пізнім палеолітом. На цій землі панували кімерійці, скіфи, сармати, готи, гуни, обри, хозари, печеніги. Внаслідок запеклої боротьби слов'ян з печенігами землі сучасного Голованівського району були приєднані до Київської Русі (сер. X ст.). Під час експансії половецьких ханів територія сучасного Голованівського району ввійшла до половецького ханства, яке у другій половині XII ст. хан Кончак перетворив у могутню державу. У XIV ст. ці землі підпали під владу Литви, а у XVI ст. були захоплені Польщею.

Село Розношенське (в минулому Розношенці) розташоване на берегах річки Нетеки, яка впадає в Південний Буг. В ті далекі часи до південних поселень України, через малозаселені місця цього краю, неподалік пролягав знаменитий чумацький шлях. Стомлені далекою дорогою, сюди часто завертали чумаки перепочити, обміняти різні речі на харчі. Біля холодного джерела відбувався обмін речами. Старожили розповідали, що першим біля джерела оселився Сура, пізніше існував Сурівський хутір. Згодом його заселяли жителі із села, і він простягався аж до самого лісу по обидва береги річки. Там селянам жилося вільніше, але часто на хутори з лісу нападали злодії і траплялися жертви. Живучи щоденно в тривозі, жителі хутора тікали у село, залишаючи свої оселі. Та навіть у перші роки радянської влади цей хутір ще існував.

Частина жителів, які заселяли цей хутір, була остаточно відірвана від Розношенців. І лише у 1936 року хутір було ліквідовано, а всіх його жителів перемістили у село.
Достовірних даних про перших поселенців, а також і про заснування самого села немає. За розповідями старожилів можна судити, що село Розношенці виникло наприкінці XVII ст. — на початку XVIII ст. на землях польського магната Потоцького. Першими поселенцями були Бойки-Бойчуки, переселенці із Західної України та втікачі від польської шляхти та панського гніту. Село носить назву від перших поселенців, які займалися розношенням та збиранням поміщицької податі з селян. З архівних даних відомо, що у 1820 році село Розношенці входило до Подольської губернії і землі належали до володіння Мечислава Потоцького. У 1861 році село входило до Балтського повіту, Даниловобалківської волості.

У центрі села височіла церква, яка була збудована на гроші графа Потоцького. Розповідають, що купол цієї церкви, яка знаходилась на найвищій точці у селі, було видно з навколишніх сіл та навіть із Первомайська. На жаль, у роки радянської влади її було знищено.
Першу церкву було побудовано в період 1767—1774 рр. за допомоги Михаїла Закревського, який був «осадчим той слободи» (засновником села) та присвячена на честь св. Архистратига Михаїла. У 1854 році було добудовано два приділа та дерев'яна дзвіниця на кошти Михаїла Потоцького. Побудову нового храму розпочато у 1896 році (Е.Сецинский. 1901. Труды Подольского епархиального историко-статистического комитета).
Перші записи про село можна знайти в Центральному Архіві (м. Київ).
29 лютого — 1 березня 1920 року у Розношенському під час Зимового походу стояв Кінний полк Чорних Запорожців Армії УНР.

## Населення
Згідно з переписом УРСР 1989 року чисельність наявного населення села становила 1121 особа, з яких 466 чоловіків та 655 жінок.
За переписом населення України 2001 року в селі мешкало 1000 осіб.

### Мова
Розподіл населення за рідною мовою за даними перепису 2001 року:
| Мова       | Відсоток |
| ---------- | -------- |
| українська | 97,90 %  |
| російська  | 1,60 %   |
| молдовська | 0,50 %   |

## Видатні люди
- Галімон Логвин Семенович (1904, с. Розношенське — невідомо, м. Москва, Росія), доктор економічних наук, професор, викладач Всесоюзного заочного фінансово-економічного інституту [Архівовано 14 лютого 2019 у Wayback Machine.], автор підручників з фінансів[недоступне посилання].
- Товкис Володимир Юрійович — прапорщик Управління державної охорони України, учасник російсько-української війни.